# Пластилиновый сон
«Пластили́новый сон» — компьютерная игра в жанре графический квест, разработанная компанией Avalon Style Entertainment и выпущенная компанией «1С-СофтКлаб» для операционной системы Windows 24 мая 2002 года. При создании игры была использована пластилиновая анимация.

## Игровой процесс
Игра «Пластилиновый сон» является графической приключенческой игрой от третьего лица. Как и в других квестах, игрок, по мере развития сюжета, должен исследовать игровое пространство, подбирать и использовать предметы, решать загадки. Всё игровое пространство разделено на сцены. На каждой сцене обычно присутствуют предметы и персонажи, с которыми главный герой может взаимодействовать, а также переходы на соседние сцены. Для управления используется метод point-and-click. У героя есть инвентарь для хранения предметов. Предметы из инвентаря можно применять на других предметах и персонажах локаций (в том числе и на самом герое) и совмещать между собой.

## Разработка
| Системные требования    | Системные требования                                                   | Системные требования                                                   |
| ----------------------- | ---------------------------------------------------------------------- | ---------------------------------------------------------------------- |
|                         | Рекомендации                                                           |                                                                        |
| Windows                 |                                                                        |                                                                        |
| ОС                      | Windows 98                                                             | Windows 98                                                             |
| ЦПУ                     | Pentium 133 МГц                                                        | Pentium 133 МГц                                                        |
| Объём ОЗУ               | 32 МБ                                                                  | 32 МБ                                                                  |
| Место на диске          | 270 МБ                                                                 | 270 МБ                                                                 |
| Информационный носитель | 8-скоростной CD-ROM                                                    | 8-скоростной CD-ROM                                                    |
| Видеокарта              | SVGA-видеокарта с 1 МБ видеопамяти и поддержкой режима 800x600 HiColor | SVGA-видеокарта с 1 МБ видеопамяти и поддержкой режима 800x600 HiColor |
| Звуковая плата          | DirectX-совместимая звуковая карта                                     | DirectX-совместимая звуковая карта                                     |
| Устройства ввода        | Мышь                                                                   | Мышь                                                                   |

## Отзывы и критика
| Русскоязычные издания | Русскоязычные издания |
| Издание               | Оценка                |
| --------------------- | --------------------- |
| Game.EXE              | 2,3/5                 |
| «Игромания»           | 7,5/10                |
| Играй.ру              | 6/10                  |